# Acadia (Nuova Francia)
L'Acadia era un territorio della Nuova Francia nel Seicento-Settecento.

## Origine del nome
L'Acadia è una regione storica del Canada che attualmente non ha alcun riconoscimento giuridico. Si estende nelle attuali province canadesi del Nuovo Brunswick della Nuova Scozia e dell'Isola del Principe Edoardo. Durante la dominazione francese l'Acadia era circoscritta alla sola Nova Scotia. D'altra parte gli inglesi avevano chiamato questo territorio Nova Scotia.
Durante la colonizzazione francese del Nordamerica, l'Acadia cessò di esistere già dal 1713 poiché il trattato di Utrecht aveva sancito l'annessione dell'Acadia peninsulare, cioè la Nova Scotia, al Regno di Gran Bretagna. Dopo il 1713 venne tagliato un nuovo territorio: l'Acadia continentale, che corrispondeva all'attuale Nuovo Brunswick. Nel 1763 l'Acadia venne giuridicamente sciolta.
La comunità degli acadiani è dispersa tra Canada e Stati Uniti.
Fino alla metà del Settecento gli acadiani erano semplicemente "francesi dell'Acadia".

## Esplorazione
L'Acadia venne scoperta da Giovanni Caboto nel 1497, tuttavia e possibile che i vichinghi avessero già avvistato questo territorio nel secolo XI.
Nel 1604 Pierre Dugua de Mons, accompagnato da Samuel de Champlain e Jean de Poutrincourt, diresse una spedizione nella baia di Fundy. De Mons riuscì a fondare una colonia a Dochet island, ma la metà degli uomini morì di scorbuto durante l'inverno. La colonia venne spostata nel 1605 a Port-Royal, ma venne abbandonata l'anno successivo. Jean de Poutrincourt ritornò a Port-Royal nel 1610 per fondare una colonia più stabile. Nel 1613 una cinquantina di coloni francesi insediarono in un posto chiamato "Saint-Sauveur" nell'attuale Maine. Poco dopo Thomas Dale, governatore della Virginia, ordinò a Samuel Argall di far sloggiare i francesi da Saint-Sauveur, così il piccolo insediamento venne saccheggiato, la nave Jonas fu sequestrata e i coloni vennero fatti prigionieri a Jamestown. Argall piantò una croce sul sito di Saint-Sauveur e rivendicò il territorio a nome di re Giacomo I, poi distrusse anche Saint-Croix e Port-Royal. L'Acadia, dopo essere diventata Nova Scotia, restò in mani inglesi dal 1613 al 1632, tuttavia restò frequentata da pescatori e da commercianti di pellicce francesi.
Il trattato di Saint-Germain-en-Laye del 1632 restituì l'Acadia alla Francia. I coloni inglesi e scozzesi abbandonarono questi luoghi e si stabilirono nella Nuova Inghilterra. Benché avesse restituito il territorio alla Francia, il trattato del 1632 non indicava i confini tra Acadia e Nuova Inghilterra, così i coloni britannici non smisero di rivendicarla.

## Acadia francese
Dal 1634 tutte le regioni della Nuova Francia, l'Acadia, il Canada, la Louisiana, Terranova e l'Isola del Capo Bretone, avevano la loro amministrazione locale con a capo il governatore dipendente dal governatore generale della Nuova Francia che risiedeva a Québec. Tuttavia, data la vastità del territorio, il governatore dell'Acadia riferiva direttamente a Versailles e non al governatore generale di Québec.
Nei suoi primi anni di vita, l'Acadia era retta da due governatori sotto l'autorità della Compagnia dei Cento Associati: Charles de Saint-Etienne de La Tour e Isaac de Razilly. Nel 1631 La Tour fece costruire un forte a Saint-Jean e uno a Cap-Sable. In seguito il governatore sposò una donna Micmac; i suoi compagni fecero lo stesso. Da queste unioni nacquero i primi metis dell'Acadia.
Nel 1632 arrivò l'altro governatore: Isaac de Razilly. Scelse il porto di La Hève come quartier generale e per farne la capitale dell'Acadia. Fece costruire una cappella, dei magazzini, un forte e delle case. Raizilly aveva portato in Acadia una dozzina di famiglie francesi. Dopo la fine dei lavori, Razilly decise di riprendere Port-Royal; presentatosi a metà dicembre 1632, il capitano Andrew Forrester consegnò il posto senza colpo ferire. La maggior parte dei coloni inglesi tornarono in Inghilterra ma una parte restò a Port-Royal accanto ai coloni di Raizilly. Nel 1634 il governatore fece costruire un forte a Canseau per proteggere il commercio delle pellicce. Nel 1635 Razilly conquistò Forte Pentaguet. Raizilly morì nel 1636. A quest'epoca l'Acadia aveva circa centoventi coloni.
Prima di morire Isaac de Razilly lasciò al fratello Claude la responsabilità di governare l'Acadia, ma quest'ultimo non ci venne mai e al suo posto nominò Charles de Menou d'Aulnay per amministrare la colonia. Aulnay spostò nuovamente la capitale a Port-Royal. Poiché l'amministrazione dell'Acadia continuava ad essere bipartita, nel 1640 Aulnay iniziò una violenta politica di contrasto contro La Tour; in gioco c'erano anche gli interessi sul commercio delle pellicce. Dopo una lunga guerra civile, Aulnay venne nominato governatore dell'Acadia nel 1647. Durante la sua amministrazione Aulnay fece enormi sforzi per colonizzare l'Acadia: costruì tre forti, fece insediare una ventina di famiglie dalla Francia e ordinò il dissodamento dei terreni vicini a Port-Royal, a Pentagouet e a Saint-Jean. Per rifornire gli acadiani di vettovaglie, ogni anno venivano tre-quattro navi dalla Francia. Alla morte di Aulnay l'Acadia, avvenuta nel 1650, contava circa cinquecento coloni.
A seguito della richiesta dell'intendente Jean Talon, il governatore Hector d'Andigné de Grandfontaine fece appello al recolleto Laurent Mollin, curato di Port-Royal, per procedere a un censimento sistematico dell'Acadia, visitando tutte le case. Al censimento, finito nel 1671 e  probabilmente incompleto, l'Acadia contava 441 abitanti, la maggior parte dei quali erano discendenti dei compagni di Razilly e Aulnay. Lo stesso anno una cinquantina di coloni partirono da La Rochelle per insediarsi in Acadia. Il censimento del 1686 rivelò che la popolazione era passata a 885 abitanti.
Gli acadiani erano soprattutto agricoltori, anche se alcuni erano pescatori e commercianti di pellicce. La maggior ricchezza degli acadiani era il bestiame che vendevano a Boston in cambio di tessuti e altri prodotti essenziali. Sostanzialmente gli acadiani erano una popolazione rurale e profondamente religiosa.
Agli inizi del Settecento la popolazione acadiana era salita a 1 300 abitanti, di cui la maggior parte era insediata sul litorale dell'attuale Nova Scotia. Gli acadiani erano quasi tutti originari dal Poitou.

## L'Acadia dopo il 1713
Dopo il trattato di Utrecht, nel 1713, l'Acadia peninsulare passò sotto regime britannico. Nonostante le pressioni per trasferirli nei territori rimasti francesi, gli acadiani preferirono rimanere nella Nova Scotia e divennero sudditi britannici. Port-Royal divenne Annapolis Royal. Dal 1713 al 1720 la Nova Scotia conobbe un regime militare per poi passare sotto un governatore civile.
A metà Settecento gli abitanti della Nova Scotia erano prevalentemente di origine francese e di religione cattolica, tuttavia il governatore Edward Cronwallis, in carica dal 1749 al 1752, volle farne una vera colonia anglofona e protestante. In quegli anni venne fondata Halifax, che sostituì Annapolis Royal come capitale, e arrivarono alcune migliaia di coloni inglesi e tedeschi di religione protestante. Malgrado l'afflusso di questi nuovi coloni, gli acadiani restavano e alla vigilia della guerra franco-indiana erano la maggioranza della popolazione della Nova Scotia. Intanto i primi acadiani emigrarono in terra francese. Nel 1752 venne nominato governatore Peregrine Thomas Hopson al posto di Cornwallis. Hopson perseguì una politica conciliante verso gli acadiani, ma tornò in Inghilterra dopo appena un anno per motivi di salute e al suo posto arrivò Charles Lawrence. Lawrence non era una persona moderata: odiava i francesi e i cattolici ed era legato a William Shirley, governatore del Massachusetts. Nel luglio del 1755 Lawrence pretese un giuramento incondizionato di fedeltà agli acadiani. Gli acadiani rifiutarono e Lawrence li etichettò subito come dei nemici del re della Gran Bretagna e provvedette alla loro espulsione dalla Nova Scotia. L'ordine di espulsione arrivò il 31 luglio 1755.